# 강원테크노파크
강원테크노파크는 강원에 위치한 테크노파크이다. 강원특별자치도 춘천시 신북읍 신북로 61-10에 위치하고 있다.

## 설립 근거
- 산업기술단지 지원에 관한 특례법(1998년 제정)[1]

## 연혁
- 2003년 12월 창립총회 및 정관 제정, 법인설립 인가 및 등기
- 2004년 4월 강원테크노파크 설치 및 운영조례 제정
- 2004년 10월 강원테크노파크 초대 원장 취임[2]
- 2006년 11월 원주 벤처 1공장 준공
- 2007년 10월 춘천 벤처 1공장 준공
- 2008년 1월 강릉 세라믹신소재지원센터 준공, 춘천 기술혁신지원센터 준공
- 2008년 8월 원주 벤처2공장 준공
- 2009년 2월 강릉 반도체부재공장 준공
- 2009년 7월 강원광역경제권선도산업지원단 신설 (11월 / 재단부설로 변경)
- 2009년 9월 삼척 소방방재지원센터 준공, 강릉 벤처 2공장 준공
- 2010년 3월 재단부설 강원 지역산업평가단 신설
- 2010년 6월 삼척창업보육센터 준공
- 2010년 10월 강릉 Sop지원센터 준공
- 2011년 6월 원주 벤처 2공장 증축 준공
- 2013년 2월 강원테크노파크 부설기관 분리 <선도산업지원단, 지역사업평가단>
- 2015년 11월 춘천 벤처 2공장 준공
- 2019년 11월 태백 원료산업지원센터 준공
- 2020년 9월 헬스케어융합혁신센터 신설
- 2020년 12월 강원SW산업진흥센터 신설, 에너지방재지원센터 분리
- 2023년 3월 강원테크노파크 허장현 제8대원장 취임